# Pesca com mosca

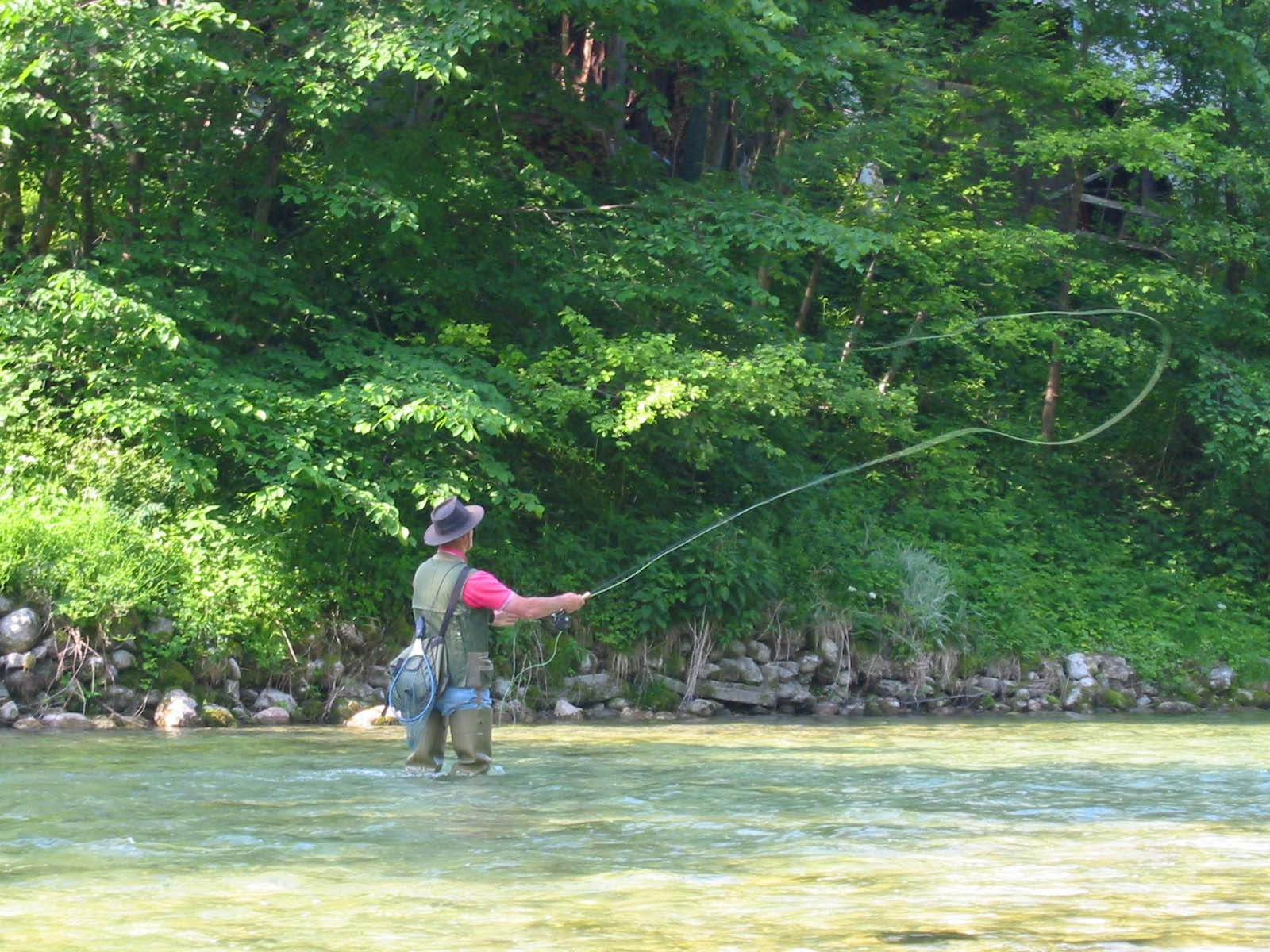
Pesca com mosca num rio.

Pesca com mosca é a tradução do termo inglês "Fly Fishing", por muitos conhecidos como pesca com fly ou apenas fly.

## História
A pesca com mosca é considerada uma das mais antigas formas de pesca no mundo e também uma das mais artísticas. Sua origem se perde no tempo e existem controvérsias sobre a primeira menção sobre esse tipo de pesca. A mais frequente dá credito ao escritor Cláudio Eliano, que no século II registrou em seu De Natura Animalium a primeira referência conhecida da arte da pesca com mosca artificial no Rio Astreu, entre Beroia e Tessalônica, na Macedônio. Nesse livro, Eliano Descreve, com algum detalhe, o inseto, a mosca artificial, a vara, linha e a pesca de determinado peixe de pele pintada cuja alimentação consistia de pequenos insetos que esvoaçavam sobre a água, bem como a confecção de moscas para pegá-los. Pela sua descrição, ele certamente se referia à truta.
No seu livro Fishing from Earliest Times de 1921, no entanto, Willian Radcliffe atribui a Marcus Valerius Martialis a honra de ter escrito, duzentos anos antes de Eliano, o seguinte: Quem já não viu o Scarus subir, enganado e morto por falsas moscas...

## Técnicas
A pesca desportiva com mosca artificial, também designada por muitos como pesca com pluma, é uma técnica de pesca ancestral com vertentes de subsistência e posteriormente desportiva ou lazer, desenvolvendo-se tecnicamente ao longo do tempo, e que se resume na apresentação de imitações de insectos em estado de larva ou alados, imitações de pequenos peixes e outras espécies,  dietas mais usuais na fauna piscícola fluvial, fazendo com que estas, ao cair na água, flutuando ou no fundo, atraiam o mais naturalmente possível o peixe, nomeadamente, a truta e outras espécies. Atualmente, além de se utilizar em cursos de água doce, também se utiliza esta técnica em lago e no mar. A apresentação destes iscos artificiais, designados por moscas e streamers, deve-se à eficácia do pescador e ao equipamento que tem como missão projectar o referido isco a determinada distância e determinado ponto onde se encontra o peixe que se pretende capturar. A pesca com mosca artificial, hoje uma técnica mais desportiva do que de subsistência, foi pioneira na filosofia de captura e solta do peixe; e mais, utilizam-se cada vez mais anzóis sem farpa, uma forma de não sacrificar o peixe ao descravar e eventualmente não ferir o pescador, quando este crava uma anzol no seu corpo, conseguindo retirá-lo praticamente sem dor.
- Pesca com Mosca Seca: O método mais popular da pesca com mosca, imita insetos que pousam ou caem na superfície da água, como libélulas, gafanhotos, borboletas, formigas de asa, etc. Devem ser trabalhadas imitando o inseto no qual você esta usando. Geralmente deixadas rodar corredeira a baixo.
- Pesca com Ninfa: Imitam de forma imatura insetos aquáticos e outras formas de alimentos aquáticos de peixes como camarõezinhos, vermes, sanguessugas, etc. Devem ser lançadas ao rio e deixadas descer correnteza a baixo de modo natural o mais próximo do fundo possível assim como um pequeno inseto sendo levado pela correnteza.
- Pesca com Streamers:  O Streamer basicamente imita um pequeno peixe, que pode ser trabalhado mais devagar com pequenos toques imitando uma presa ferida ou com alguma dificuldade, ou mais rápido como um pequeno peixe que ataqua os filhotes dos predadores.

AMERICA DO SUL.
A PINDA-SIRIRICA (PINDÁ= ANZOL. SIRIRICA=FICÇÃO) era praticada pelos índios da amazônia, para pesca do tucunaré, da matrinxã e do apapá, que consistia na utilização de VARA DE PINDAÍBA, linha de tucum trançado e uma espécie de isca feita com pena de arara que revestia o anzol de osso ou madeira. Com o caniço rústico, lança a isca n'água e recolhe com toques, imitando um pequeno peixe ferido ou em fuga, presa do tucunaré, matrinxã e outros. Por ser praticado pelos indígenas, deduz-se que a pesca com mosca existe desde a idade da pedra polida.

## Equipamento
Utiliza-se na pesca com mosca um equipamento composto de: Vara (principal peça que varia de tamanho sendo o de 9’ um dos mais utilizados no Brasil, carretilha, Backing (linha reserva), Linha de mosca, líder e a mosca na ponta do líder. O material varia de peso, podendo ser do #0 até o #15. A Vara deve ser de acordo com o peso da linha. Ex: para uma linha 4 deve-se utilizar uma Vara 4.
Peso de linhas
```
                        Peso                        Peso
Linha                   em Grãos                    em Gramas
 0                       40                          2.59
 1                       60                          3.89
 2                       80                          5.18
 3                       100                         6.48
 4                       120                         7.78
 5                       140                         9.07
 6                       160                         10.37
 7                       185                         11.99
 8                       210                         13.61
 9                       240                         15.55
10                       280                         18.14
11                       330                         21.38
12                       380                         24.62
13                       430                         27.86
14                       480                         31.10
15                       530                         34.34
```

```
Proporção vara/linha(peso)                 Tamanho das moscas
0 a 4 (ultraleve)                          Moscas #28 a 10                                                                                    5 e 6 (leve)                               Moscas #16 a 4
7 e 8 (médio)                              Moscas #14 a 1/0
9 e 10 (semipesado)                        Moscas #6 a 2/0
11 a 15 (pesado)                           Moscas #2/0 a 8/0
```

## Iscas
Moscas secas                                                      Imitam                                       Peixes
```
  Adams                     
Efêmeros
, 
dipteros
                Trutas, bass, acarás, apaiaris, tilápias,lambaris, etc.
```

Light Cahill                                                Efêmeros claros                                    Idem, Idem
```
  Royal Wulff               Nada(atraem)                            Idem, Idem
  Elk-hair Caddis           
Tricópteros
                        Idem, Idem
  Daves’s Hopper            
Gafanhotos
                          Idem, Idem
  Ants                      
Formigas
                            Idem, Idem
  Beetles                   
Besouros
                            Idem, Idem
  Poppers                   
Rãs
, 
Insetos aquáticos
,etc      Trutas, bass, jacundás, acarás, tucunarés, trairas, etc.
```

Ninfas
```
Nomes                        Imitam                                                    Peixes

Gold Ribbed           
Ninfas
 e 
Efêmeros
                   Trutas, acarás,pacus-peva,tilapias, bass,lambaris,etc
Pheasant Tail         
Ninfas
, 
efêmeros
, 
tricópteros
                       Idem, Idem
Montana               
Ninfas de mosca de pedra
                                    Idem, Idem
Wooly Worm            
Ninfas de mosca de pedra
 e de 
libélulas
                 Idem, Idem
Zug Bug               
Pupa de tricópteros
                                         Idem, Idem
Brassie               
Pupa de dípteros
                                            Idem, Idem
Wooly Bugger          
Peixes
, 
moscas de pedra
, 
enguias
, 
pancoras
      Idem, Idem
San Juan Worm         
Minhocas
                                                    Idem, Idem
```

Streamers
```
  
Nomes                    Imitam                 Peixes

 Deceivers                
Peixes-isca
            Todos os Predadores
 Clouse Minnow            
Peixes-isca
            Idem, Idem
 Zonker                   
Peixes-isca
            Idem, Idem
 Super-lambas             
Peixes-isca
            Idem, Idem
 Muddler Minnow           
Peixes-isca
            Idem, Idem
 Marabou leeches          
Sanguessugas
           Idem, Idem
```

## Peixes
Praticamente todos os peixes existentes. Entre os mais esportivos estão o Ubarana-rato (Bonefish), Traíra, Truta, Salmão, Dourado, Tucunaré, black bass, Robalo entre outros.